# Будинок біля залізниці
«Будинок біля залізниці» (англ. House by the Railroad) — картина Едварда Гоппера, створена у 1925 році. Зараз картина знаходиться у нью-йоркському Музеї сучасного мистецтва.

## Історія
«Будинок біля залізниці» являє собою химерний портрет реально існуючої помпезної будівлі у вікторіанському стилі на Конгер-авеню у Хейверстро (Нью-Йорк).
Полотно відоме у першу чергу тим, що стало першою картиною, придбаною Музеєм сучасного мистецтва.

## Аналіз
Протягом усієї своєї кар'єри Гоппер звертався до зображень архітектури, якій він приписував драматичну міць і силу, створивши новий жанр — «портрет будинку».
Композиції Гоппера, що зображують архітектуру чи то сільської місцевості, чи то міста, завжди супроводжує атмосфера відчуженості, порожнечі, самотності. У цій картині художник показує образ провінціальної Америки.
Будівля різким контражуром виділяться на тлі біло-блакитного безхмарного неба. Дім, що знаходиться у центрі композиції і займає більшу її частину, показаний знизу (у «жаб'ячій перспективі»).
Ще у 1910 році художник востаннє відвідує Францію, але ще довгий час у його творчості помітним буде вплив французьких імпресіоністів: Гоппер поступово змінює колірну палітру своїх робіт, роблячи її яскравішою та світлішою.
Ось і будинок на картині яскраво освітлений сонцем, яке вже сідає. Але в глибоких тінях і неживих вікнах відчувається якась тоскна тривожність і занедбаність. Разом з тим присутнє і неусвідомлене відчуття, що за цими вікнами, з глибини темних кімнат за тобою хтось спостерігає.
Гоппер часто використовував суворий і чіткий горизонтальний елемент, ніби розділяючи реальний світ, в якому існує глядач, і простір всередині картини. У цьому творі таким елементом стають рейки залізниці, які прибирають на себе частину уваги і не дають побачити дім цілком, заслоняючи частину першого поверху і колонади портика при вході. Інтенсивний коричнево-червоний колір залізничної колії контрастує з холодними кольорами побіленої будівлі.
Хоча «Будинок біля залізниці» і відноситься до достатньо раннього періоду творчості Гоппера, це вже твір зрілого майстра. У цій картині художник утверджує свій власний стиль, звільняючись від впливів, під якими він перебував на початку творчого шляху.

## Вплив
Образ будинку з картини Гоппера був використаний як зразок при створенні «мотеля Бейтса» з фільму Альфреда Гічкока «Психо». Цей особняк став найдорожчою декорацію фільму й обійшовся студії у 15 тисяч доларів. Завдяки стрічці Гічкока, а також численним подовженням, полотно Гоппера періодично переживає нові хвилі популярності, набуваючи слави похмурого і зловісного.